# Edmund Yeo
Edmund Yeo (en chinois : 杨毅恒) (né le 6 mars 1984  à Singapour) est un réalisateur, scénariste et producteur malaisien établi à Tokyo (Japon).

## Filmographie

### Comme réalisateur
- 2008 : Chicken Rice Mystery
- 2008 : Fleeting Images
- 2009 : Love Suicides
- 2009 : Kingyo
- 2010 : The White Flower
- 2010 : Afternoon River, Evening Sky
- 2010 : NOW
- 2010 : Inhalation
- 2010 : Exhalation
- 2011 : 60 Seconds of Solitude in Year Zero (un segment d'une minute du film collectif)
- 2013 : 3 Doors of Horrors - segment Floating Sun
- 2014 : River of Exploding Durians (Liu lian wang fan)
- 2016 : Love Is a Dog from Hell (Ai wa jigoku kara no inu) (court méatrge)
- 2017 : Yasmin-san (documentaire)
- 2017 : Aqérat (We the Dead)

### Comme producteur
- 2007 : The Elephant and the Sea
- 2009 : Woman On Fire Looks For Water
- 2010 : The Tiger Factory

## Prix
- Festival international du film de Tokyo 2017 : Prix du meilleur réalisateur pour Aqérat (We the Dead)[1].